# Dharampur (Jhapa)
Dharampur (nepalski: धरमपुर) – gaun wikas samiti we wschodniej części Nepalu w strefie Meći w dystrykcie Jhapa. Według nepalskiego spisu powszechnego z 2001 roku liczył on 3960 gospodarstw domowych i 2215 mieszkańców (1135 kobiet i 1080 mężczyzn).